# Graphium agamemnon
Graphium agamemnon (Linnaeus, 1758) è una farfalla appartenente alla famiglia Papilionidae, diffusa in Asia e Oceania.

## Biologia

### Alimentazione
Il bruco può avere come piante nutrici varie specie di Annonaceae, tra cui Annona reticulata, Annona muricata, Annona squamosa, Annona mucosa, Miliusa brahei , Polyalthia spp., Pseuduvaria spp. e Uvaria spp. e talora anche alcune Magnoliaceae come Magnolia grandiflora e Magnolia champaca.

## Distribuzione e habitat
La specie ha un ampio areale che si estende dall'India e da Sri Lanka sino a Hong Kong, e attraverso l'arcipelago indo-malese sino alla Nuova Guinea, all'Australia settentrionale (Queensland) e alle isole Salomone.